# Oded Lipschits

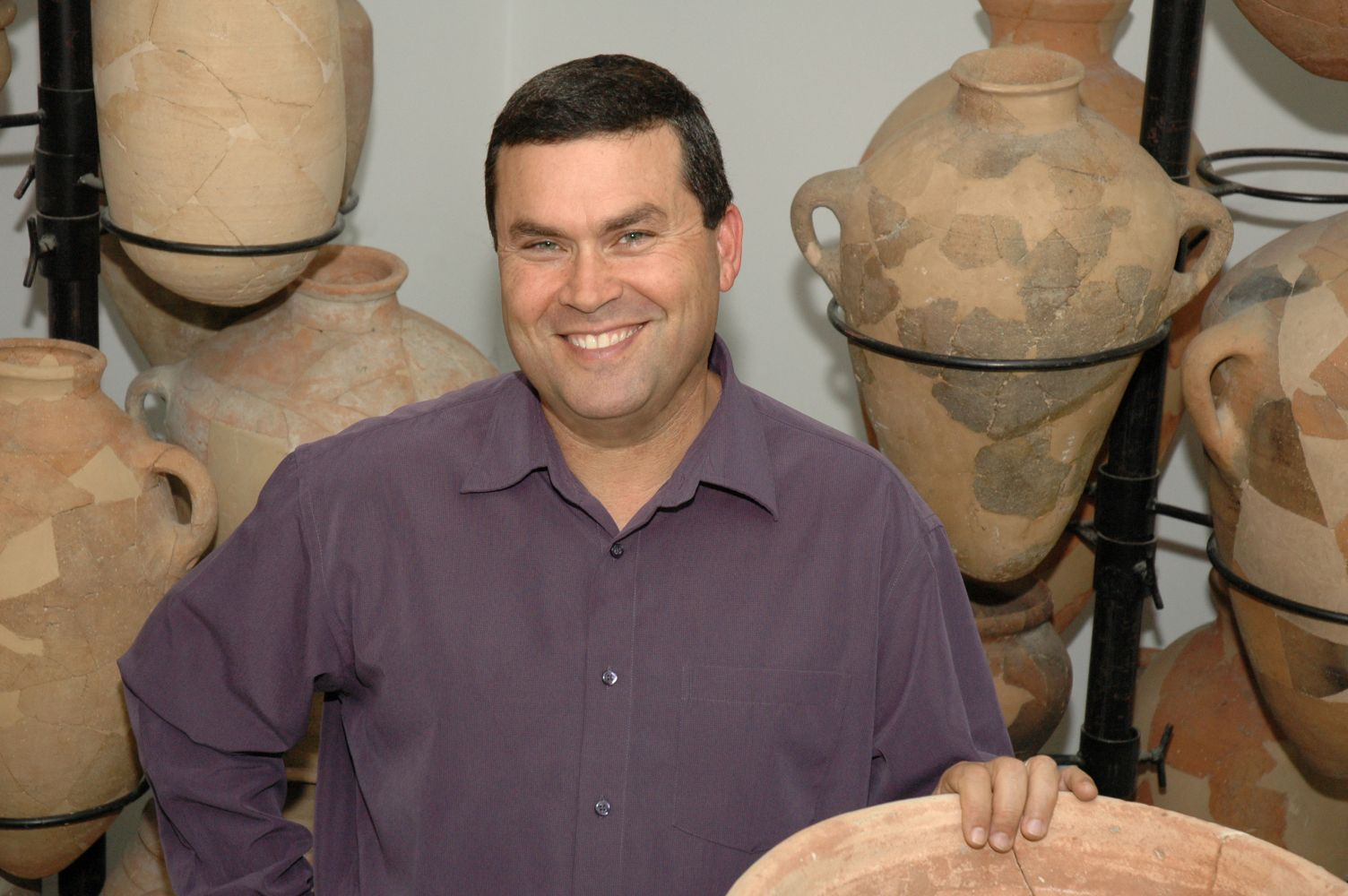
Professor Oded Lipschits, Universidade de Tel-Aviv.

Oded Lipschits (nascido em 15 de maio de 1963) é professor do Departamento de Arqueologia e Estudos Antigos do Oriente Próximo da Universidade de Tel-Aviv, onde também atua como diretor do Instituto de Arqueologia Sonia e Marco Nadler. Ele também dirige o programa de estudos antigos em Israel.

## Biografia
Lipschits nasceu em Jerusalém em 1963. Serviu nas FDI entre 1981 e 1985 (em reserva até 2008), tendo alta com a patente de major. Iniciou seus estudos de arqueologia e história judaica na Universidade de Tel Aviv em 1985; recebeu seu PhD em 1997, do Departamento de História Judaica da Universidade de Tel Aviv. O assunto de sua tese de doutorado foi: “A Província de ' Yehud ' sob o governo da Babilônia (586-539 AEC): realidade histórica e concepções historiográficas”, que ele escreveu sob a supervisão do Prof. Nadav Na'aman. O trabalho foi posteriormente publicado como um livro. Em 1998, tornou-se professor; em 2002, ele recebeu o título de professor sênior com mandato do Departamento de História Judaica, Universidade de Tel Aviv; em 2007, tornou-se professor associado; e em 2012 foi nomeado professor titular da Universidade de Tel Aviv. Ele chefiou o projeto arqueológico em Ramat Rachel, perto de Jerusalém, entre 2004 e 2010 e, desde 2008, lidera o projeto arqueológico em Tel Azeka.
Ele é casado com Yael (Moreno) Lipschits. Eles têm 4 filhos.

## Trabalho de campo arqueológico e outros projetos em arqueologia
- 2004 – 2010 – The Ramat-Rahel Archaeological Project (together with Dr. Yuval Gadot and Prof. Dr. Manfred Oeming, Heidelberg University).[3]
- Since 2005 – The Publication Project of Aharoni’s Excavations at Ramat Rahel, Ramat Raḥel III (together with Dr. Yuval Gadot and Liora Freud).[4]
- 2005 – 2008 – Corpus of the Yehud Stamp Impressions: Typology, Chronology, Distribution and Function (together with Prof. David Vanderhooft, Boston College).[5]
- 2007 – 2009 – Typology and classification of <i id="mwMw">lmlk</i> Jars, based on 3D scanning technology (together with Avshalom Karasik, and Dr. Yuval Gadot).[6]
- 2008 – 2010 – Corpus of the Lion Stamp Impressions from the Persian Period: Typology, Chronology, Distribution and Function (together with Dr. Tallay Ornan, Hebrew University of Jerusalem).
- 2008 – 2010 – The Judean Stamped Jars from the Late Iron Age, the Persian and the Hellenistic Periods: Its Dates, Distribution and Function.
- 2008 – Director of the Ellah Valley Regional Project.[7]
- 2008 – The Lautenschläger Excavations at Azekah.[1][8]

## Projetos de pesquisa em história
- 1999 - 2004 - Judá e os judeus no período neobabilônico (século VI a.C).[9]
- Desde 2004 - Judá e os judeus nos períodos persa e helenístico inicial (séculos V - II a.C).
- Desde 2007 - Administração e Economia em Judá, sob o domínio assírio, babilônico e persa
- Desde 2008 - Muro de Neemias: as descrições bíblicas, os restos arqueológicos e sua realidade histórica
- Desde 2012 - Um comentário crítico e histórico da Bíblia: o Livro de Esdras e Neemias (Hermenia Series, Fortress Press, juntamente com Gary N. Knoppers).
- Desde 2014 - Judá no “Longo Terceiro Século” (com Nitsan Shalom, Noa Shatil e Yuval Gadot).[1][10]